# François Molins
Pour les articles homonymes, voir Molins.
François Molins, né le 26 août 1953 à Banyuls-dels-Aspres, est un magistrat français.
Il occupe les fonctions de procureur de la République près le tribunal de grande instance de Paris de 2011 à 2018, puis de procureur général près la Cour de cassation de 2018 à 2023. Il se fait connaître du grand public à l'occasion de la vague d'attentats terroristes islamistes qui touchent la France à partir de 2012.

## Biographie et carrière
François Molins est né et a grandi à Banyuls-dels-Aspres dans les Pyrénées-Orientales. Il épouse une greffière, rencontrée à la faculté de droit de Perpignan ; le couple aura trois enfants. François Molins est catholique pratiquant.
Licencié en droit, il réussit le concours de l’École nationale de la magistrature en 1976 et achève ses études en janvier 1979.
Il mène l’essentiel de sa carrière au parquet :
- substitut du procureur de la République de Carcassonne (1979-1986) ;
- procureur de la République de Montbrison (1986-1988) ;
- procureur de la République de Villefranche-sur-Saône (1988-1991) ;
- substitut du procureur général près la cour d'appel de Bastia (1991[5]-1993) ;
- substitut du procureur général près la cour d'appel de Lyon (1993-1996) ;
- premier procureur de la République adjoint près le tribunal de grande instance de Lyon (1996[6]-2000)
- procureur de la République près le tribunal de grande instance d'Angers (2000[7]-2001)
- chef de service à la direction des affaires criminelles et des grâces de la Chancellerie (2001[8]-2004)
- procureur de la République près le tribunal de grande instance de Bobigny (2004[9]-2009)
- directeur de cabinet de la ministre de la Justice Michèle Alliot-Marie[10], puis Michel Mercier[11] (2009-2011)
- procureur de la République près le tribunal de grande instance de Paris (2011[12]-2018)
- procureur général près la Cour de cassation (2018[13]-2023).

Il prend sa retraite en juin 2023 et fait la couverture de Libération et Le Figaro le qualifie de « héraut de la justice moderne ». La même année, les auditeurs de Justice de l’École nationale de la magistrature le choisissent comme nom et parrain de promotion.
En 2024, il donne des cours sur le terrorisme à l’école de droit de l’institut d'études politiques de Paris et est professeur associé à l’Institut catholique de Vendée. Il est premier signataire d’une tribune signée par 70 personnalités au Nouvel Obs le 22 mai 2024 pour réclamer de faire de la justice environnementale une priorité nationale et de renforcer la législation actuelle.

### Postes à Bastia, Lyon et Bobigny
Il rencontre son mentor Jean-Louis Nadal dans ses postes à Bastia et à Lyon. En 1995, ils travaillent sur l’affaire Khaled Kelkal.
En tant que procureur de Bobigny, il lance l’enquête sur la mort de Zyed Benna et Bouna Traoré.

### Procureur de la République de Paris
Sa nomination est un temps suspectée de partialité par la gauche. Les syndicats de magistrats jugent « malsain » qu’un directeur de cabinet du garde des Sceaux deviennent procureur de Paris, premier tribunal de France, estimant que ses décisions seraient entachées de suspicion (risques de conflits d’intérêts). Cette discussion est brièvement évoquée lors du débat du second tour de l'élection présidentielle de 2012. Plusieurs précédents avaient déjà eu lieu quelques années auparavant, concernant Jean-François Burgelin, Laurent Le Mesle, Yves Bot et Vincent Lamanda, qui tous ont fait partie de cabinets ministériels avant d’occuper d'importants postes au sein de la magistrature.
Il ouvre une instruction sur le ministre socialiste Jérôme Cahuzac, mais se montre également déterminé à faire avancer les investigations sur le financement de la campagne présidentielle de Nicolas Sarkozy autour de l'affaire Bygmalion, ce qui lui permet d'obtenir la reconnaissance de son professionnalisme. En 2013, sous la présidence de François Hollande, son périmètre de compétences est amputé de certaines affaires politico-financières, désormais prises en charge par le nouveau parquet national financier.
Le tribunal de grande instance de Paris ayant une compétence nationale sur les affaires de terrorisme, François Molins est chargé des attaques majeures survenues en France : notamment en mars 2012, les tueries perpétrées par Mohammed Merah à Toulouse et Montauban, la tuerie à Charlie Hebdo, les attentats du 13 novembre 2015, l'attentat du 14 juillet 2016 à Nice, l'attentat de Saint-Étienne-du-Rouvray et l'attentat du 20 avril 2017 sur l'avenue des Champs-Élysées. Qualifié par la presse de « super-proc » et par ses anciens collègues de « grand procureur » ou de « grand professionnel », il apparaît comme l'une des figures les plus reconnues de l'institution judiciaire française,, . Il est également chargé de l'enquête sur les tentatives d'attentats prévus le 1er décembre 2016 par la cellule terroriste de Strasbourg et Marseille.
En septembre 2016, il juge que l'idée lancée par certaines personnalités politiques de placer en rétention les individus fichés « S » par les services de renseignement n'est pas envisageable « Il ne peut y avoir de détention préventive en dehors d'une procédure pénale. C'est le socle de l'État de droit. On ne peut pas détenir quelqu'un avant qu'il ait commis une infraction ».
Il s'oppose également en septembre 2016 au projet d'un parquet national antiterroriste, soulignant « le fait que la section antiterroriste soit nichée au sein du parquet de Paris vous donne une force, une mutualisation extraordinaire, parce que ça nous permet de faire face à ce que vous me permettrez de qualifier de « coup de chauffe » ou de « coup de bourre » quand vous avez un attentat terroriste », avant de s'y déclarer favorable fin 2017 .
François Molins est entendu en octobre 2022 dans le cadre du procès de l'attentat du 14 juillet 2016 à Nice, à la demande de l'association « Promenade des Anges ». En effet, le prélèvement d'organes qui a lieu à la suite du décès des victimes est vu d'un mauvais œil par des familles qui n'en ont pas été informées. François Molins déclare que « les légistes niçois ont voulu bien faire », mais que « si c'était à refaire, il n'y aurait eu aucun prélèvement ». Il insiste également sur le fait que ce protocole ne s'appliquerait pas à Paris.

### Procureur général près de la Cour de cassation
François Molins est nommé procureur général près de la Cour de cassation en octobre 2018. À ce titre, il copréside le Conseil supérieur de la magistrature et représente le ministère public à la Cour de justice de la République.
En 2020, il se prononce en faveur de l’indépendance des magistrats du parquet. Avec Chantal Arens, première présidente de la Cour de cassation, il propose l’organisation des États généraux de la justice.
En septembre 2020, il signe une tribune dans Le Monde aux côtés de Chantal Arens dans laquelle il alerte sur un possible conflit d’intérêts après que le garde des Sceaux Éric Dupond-Moretti, « autorité de décision des sanctions disciplinaires à l’égard des membres du parquet après avis du Conseil supérieur de la magistrature, a saisi l’Inspection générale de la justice d’une enquête administrative contre trois magistrats du parquet national financier (PNF) chargés d’une procédure qui l’avait concerné ». À la suite de plaintes des principaux syndicats de magistrats et d’Anticor allant dans le même sens, Francois Molins, en tant que représentant du ministère public devant la Cour de justice de la République, ouvre le 13 janvier 2021 une information judiciaire contre Éric Dupond-Moretti pour prise illégale d’intérêt.

## Controverses

### Implication dans l'enquête contre le ministre de la Justice
Le rôle de François Molins est au cœur du procès d’Eric Dupond-Moretti pour prise illégale d'intérêt dont il est relaxé après trois ans de procédure le 29 novembre 2023.
Alors qu’il est reproché au garde des Sceaux d’avoir diligenté pour se venger des enquêtes administratives contre trois magistrats du parquet national financier avec lesquels il a eu des différends lorsqu’il était avocat, au cours de l’instruction, la défense du garde des Sceaux a révélé que François Molins a été consulté par le cabinet du ministre de la Justice avant que les enquêtes ne soient ouvertes.
En effet, après qu’Eric Dupond-Moretti a reçu le 15 septembre 2020 de l’Inspection générale de la Justice le rapport de fonctionnement sur le PNF commandé par sa prédécesseur Nicole Belloubet, afin de définir les suites à lui donner, sa directrice de cabinet Véronique Malbec l’avait fait instruire par les services du ministère compétents mais avait également sollicité l’avis de François Molins.
François Molins a indiqué au cabinet du ministre qu’il fallait ouvrir des enquêtes administratives.
Le 18 septembre 2020, la Chancellerie communique donc sur l’ouverture de trois enquêtes administratives après l’avis conforme du bureau de la déontologie de la direction des services judiciaires du ministère et l’avis identique de François Molins.
Le 29 septembre 2020 pourtant, François Molins signe une tribune avec Chantal Arens dans Le Monde pour affirmer qu’il « est de la responsabilité du garde des Sceaux, garant de l’indépendance des magistrats… de veiller à préserver l’institution judiciaire de toute forme de déstabilisation » pour dénoncer l’ouverture de ces mêmes enquêtes administratives. Une position totalement inverse à ce qu’il a lui-même conseillé dix jours auparavant.
C’est à la suite de cette tribune que les syndicats de magistrats et Anticor déposent une série de plaintes et de signalements auprès de la Cour de Justice de République et c’est le même Procureur général près la Cour de cassation François Molins qui ouvre le 13 janvier 2021 une information judiciaire pour prise illégale d’intérêt contre Éric Dupond-Moretti.
Après avoir systématiquement refusé d’être entendu à la demande de La Défense du ministre lors de l’information judiciaire alors qu’il est considéré comme le principal témoin à décharge, Francois Molins finit par témoigner devant la formation de jugement de la Cour de Justice de la république le 9 novembre 2023. À cette occasion, non seulement il confirme avoir bien dit à Véronique Malbec qu’il fallait selon lui ouvrir des enquêtes administratives mais en plus il révèle l’existence d’un mail, caché durant toute l’instruction, qu’il a envoyé le soir même de son appel avec Véronique Malbec, à Jean-Paul Sudre, collègue à la cour de cassation pour lui demander également son avis. En réponse à son mail, Jean-Paul Sudre lui a également indiqué que l’enquête administrative s’imposait.
Plusieurs commentateurs dénonce le conflit d’intérêts du procureur général Molins, à la fois autorité de poursuite devant la cour de justice de la République, en charge de l’accusation, mais également témoin à décharge dans la procédure, alors même qu’il a déjà pris des positions différentes publiquement et en privé.
Cette affaire contre Éric Dupond-Moretti longue de près de trois ans et qui s’est conclue par sa relaxe fait de François Molins l’homme par qui tout a commencé aux yeux de nombreux commentateurs.

### Emploi fictif
À la suite d'une action des syndicats de magistrats, le 18 janvier 2013 le Conseil d'État annule le décret du 20 octobre 2009 qui nomme François Molins avocat général près la Cour de cassation. En effet, à son arrivée au poste de directeur de cabinet de Michèle Alliot-Marie, il s’est fait en parallèle nommer pour ordre avocat général à la cour de Cassation, ce qui lui offre un complément de salaire et des avantages pour la retraite. Le Conseil d'État considère qu'il s'agit d'un emploi fictif. C'est en 2017 que François Molins rembourse la somme de 15 720,83 euros indûment perçue,.

## Décorations
- Officier de la Légion d'honneur (décret du 11 juillet 2014[37]). Il était chevalier du 17 avril 2003[38].
- Commandeur de l'ordre national du Mérite (décret du 19 mai 2018[39]). Il est fait chevalier le 3 décembre 1994[40], puis est promu officier le 7 mai 2007[41].
- Chevalier de l'ordre des Palmes académiques[42]
- Médaille d'honneur de l'administration pénitentiaire, argent (2005)[43]
- Croix éminente de première classe de l'ordre de San Raimundo de Peñafort (10 juin 2015)[44]

## Publications

### Ouvrages
- Le secours en montagne : présentation et aspects juridiques, Bordeaux, Association d'études et de recherches de l'École nationale de la magistrature, coll. « Les documents pratiques de l'ENM », 1997, 43 p. (ISBN 2-904825-94-0, BNF 37172934)
- Au nom du peuple français, Flammarion, coll. « Documents », 2024, 368 p. (ISBN 2081497735).

### Préfaces
- Ernestine Ronai (dir.) et Édouard Durand (dir.) (préf. François Molins, postface Jean-Marc Sauvé), Violences sexuelles : En finir avec lˊimpunité, Malakoff, Dunod, coll. « Santé Social », 3 mars 2021, 232 p. (ISBN 978-2-10-082041-2)
- Vincent Vantighem (préf. François Molins), Les défendre tous, Monaco, Éditions du Rocher, 20 mars 2024, 176 p. (ISBN 978-2-268-11018-9, OCLC 1432435251, BNF 47451772)